# ハイビスカス/しおり
「ハイビスカス/しおり」は、ナオト・インティライミの楽曲。20枚目の両A面シングルとして、2018年7月10日にユニバーサルシグマから発売。

## 概要
- 前作「夢のありか」から約2年8ヶ月ぶりのシングルとなる。

- 初回限定盤、通常盤の2種類での発売となり、それぞれ収録内容・ジャケット写真ともに異なる。

- 表題曲「ハイビスカス」は、MBSテレビ・TBSテレビ系ドラマイズム『覚悟はいいかそこの女子。』の主題歌であり、2018年10月公開の『映画 覚悟はいいかそこの女子。』の主題歌としても起用された。

- また、表題曲「しおり」は、テレビ東京系金曜8時のドラマ『執事 西園寺の名推理 第1シリーズ』の主題歌である。

- 両形態には、カップリング曲「ニッチなサッチ」とオリジナル・カラオケ3曲を収録。

- 初回限定盤には、20枚目のシングルを記念して「カーニバる⤴︎?」から「夢のありか」までのMusic Videoを収録した「THE BEST！Music Video」のDVDを付属。

## 収録曲

### CD
全作曲:ナオト・インティライミ
1. ハイビスカス [3:54]
  - 作詞:ナオト・インティライミ、福島カツシゲ　編曲：大久保薫、ナオト・インティライミ

映画 & MBSテレビ・TBSテレビ系ドラマイズム『覚悟はいいかそこの女子。』主題歌
2. しおり [3:58]
  - 作詞:ナオト・インティライミ、佐伯youthk　編曲：大久保薫

テレビ東京系金曜8時のドラマ『執事 西園寺の名推理』主題歌
3. ニッチなサッチ [3:28]
4. ハイビスカス (Instrumental) [3:54]
5. しおり (Instrumental) [3:58]
6. ニッチなサッチ (Instrumental) [3:28]

### DVD
※初回限定盤のみ
1. カーニバる⤴︎？
2. タカラモノ 〜この声がなくなるまで〜
3. キミライフ
4. ありったけのLove Song
5. 今のキミを忘れない
6. Brave
7. Hello
8. 君に逢いたかった
9. 愛してた
10. ナイテタッテ
11. しあわせになるために
12. 恋する季節
13. 手紙
14. The World is ours!
15. LIFE
16. いつかきっと
17. 未来へ
18. together
19. Overflows 〜言葉にできなくて〜
20. 夢のありか